# Lista państw nieposiadających sił zbrojnych

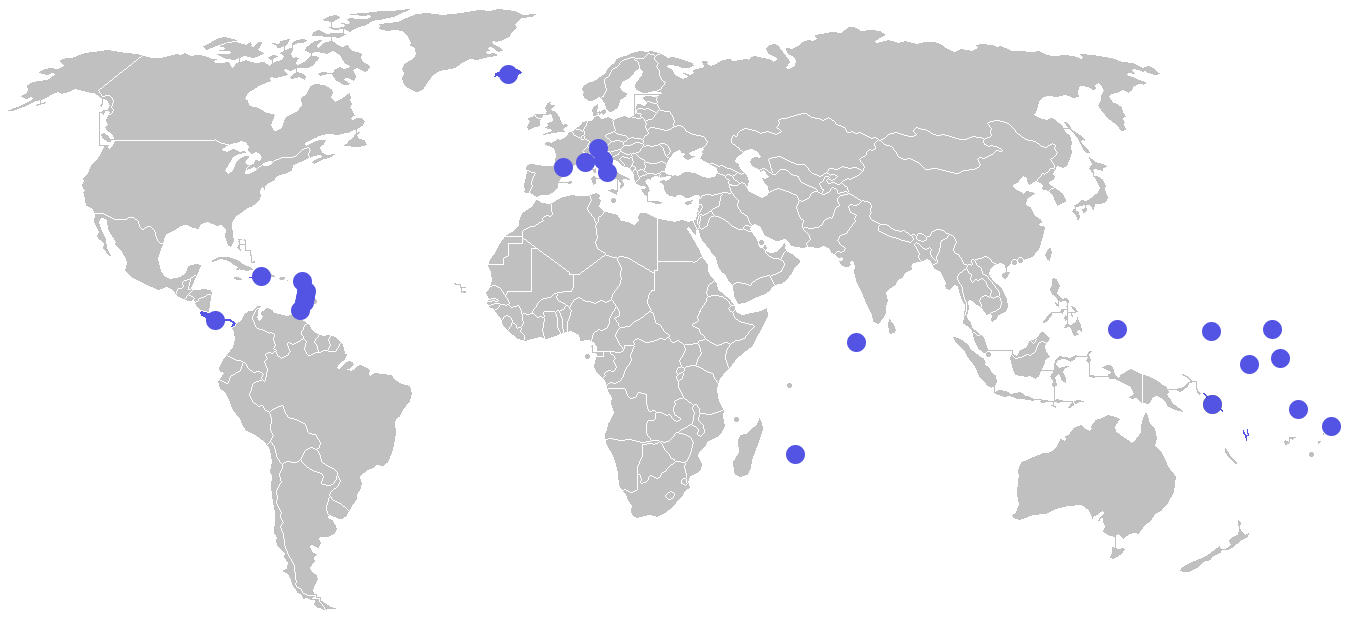
Państwa nieposiadające sił zbrojnych

Poniższa lista jest zestawieniem państw nieposiadających sił zbrojnych. Termin państwo oznacza tutaj niepodległe państwo i dlatego odnosi się jedynie do suwerennych krajów. Nie dotyczy natomiast terytoriów zależnych, których obrona jest obowiązkiem państw zarządzających nimi bądź innych określonych armii. Pojęcie siły zbrojne oznacza jakiekolwiek utrzymywane przez rząd jednostki obronne, wykorzystywane do działań w polityce krajowej i zagranicznej. Niektóre wymienione państwa, np. Islandia czy Monako nie posiadają armii, lecz zachowały pozapolicyjne jednostki wojskowe.
Część spośród 21 państw figurujących na liście, jak Mikronezja, Palau, Wyspy Marshalla lub Nauru, zawarło długoletnie porozumienia z dawnymi państwami okupującymi lub zarządzającymi nimi. Inne oddawały prowadzenie polityki obronnej państwom trzecim, by zachować swoją niezależność. Przykładem jest umowa zawarta pomiędzy Monako a Francją, która istnieje od 300 lat. Takie państwa jak Monako, Wyspy Marshalla, Mikronezja oraz Palau nie podejmują decyzji w sprawach swojej obronności oraz częściowo zrzekły się swoich kompetencji w zakresie polityki zagranicznej. Przykładowo Mikronezja, negocjując swoje porozumienie obronne z Stanami Zjednoczonymi, nie występowała w roli de facto równoprawnego partnera, gdyż jej rozwój był uzależniony i opierał się na amerykańskiej pomocy finansowej i gospodarczej. Za obronę Andory odpowiadają Hiszpania oraz Francja, zaś Islandia posiadała specjalne porozumienie ze Stanami Zjednoczonymi trwające do 2006 i zobowiązujące Stany Zjednoczone do dostarczania pomocy Islandii w razie potrzeby. Pozostałe państwa są odpowiedzialne za swoją obronę oraz działania wojenne, nie posiadając przy tym jednak żadnych sił zbrojnych lub w bardzo małej ilości. Niektóre z nich, tak jak Kostaryka, Dominika czy Grenada, przeszły proces demilitaryzacji. Inne państwa już w momencie powstania nie posiadały sił zbrojnych, tak jak Andora ponad 700 lat temu. Głównym powodem takiego postępowania była opieka innego narodu nad ich suwerennością. Wszystkie znajdujące się tutaj państwa uznawane są za „niezmilitaryzowane”.

## Państwa nieposiadające sił zbrojnych
| Państwa nieposiadające jakichkolwiek sił zbrojnych | Państwa nieposiadające jakichkolwiek sił zbrojnych | Państwa nieposiadające jakichkolwiek sił zbrojnych |
| Państwo                                            | Komentarz | Źródło                                             |
| -------------------------------------------------- | --- | -------------------------------------------------- |
| Andora                                             | Za obronę kraju odpowiadają wojska Hiszpanii oraz Francji. Obydwa traktaty zostały zawarte 3 czerwca 1993. | [ 7 ] [ 12 ]                                       |
| Dominika                                           | W związku z próbą przeprowadzenia zamachu stanu przez armię, siły zbrojne rozwiązano w 1981. Za obronę państwa odpowiada Regionalny System Obronny. | [ 9 ] [ 13 ]                                       |
| Grenada                                            | Siły zbrojne zlikwidowano w 1983 po amerykańskiej inwazji na Grenadę, wywołanej wojskowym zamachem stanu. Za obronę państwa odpowiada Regionalny System Obronny. | [ 9 ] [ 14 ]                                       |
| Haiti                                              | Wojsko na Haiti zostało rozwiązane w 1994. W 1998 utworzono jednostki policji narodowej, której personel liczył około 5 tysięcy osób. W 2004 stawiła ona niewielki opór rebelii, która wybuchła na wyspie. Istnieje również kilkudziesięcioosobowy oddział straży przybrzeżnej. | [ 15 ] [ 16 ]                                      |
| Kiribati                                           | Jedynymi dozwolonymi jednostkami są policja oraz straż wybrzeża. Za obronę kraju odpowiedzialna jest Australia oraz Nowa Zelandia. | [ 17 ]                                             |
| Kostaryka                                          | Kostaryka była pierwszym krajem, który formalnie zlikwidował siły zbrojne. W 1949 r. została uchwalona konstytucja, która zabraniała tworzenia stałej armii. W stolicy Kostaryki znajduje się siedziba Międzyamerykańskiego Sądu Praw Człowieka oraz organu ONZ – Uniwersytetu Pokoju (University for Peace). | [ 10 ] [ 18 ]                                      |
| Liechtenstein                                      | W 1868, po rozwiązaniu Związku Niemieckiego, Liechtenstein rozwiązał również swoją 80-osobową armię i ogłosił wieczystą neutralność, którą zachował m.in. w czasie obu wojen światowych. Teoretycznie armia może zostać powołana w przypadku stanu zagrożenia narodowego, jednakże takowa sytuacja nigdy nie miała miejsca. Za obronę państwa de facto odpowiedzialna jest Szwajcaria, aczkolwiek stan ten nie ma potwierdzenia w oficjalnych dokumentach. | [ 19 ] [ 20 ]                                      |
| Mauritius                                          | Od 1968 nie posiada regularnej armii, a jedynie jednostki straży wybrzeża oraz paramilitarne siły policji. Liczą one w sumie około 10 tys. osób. Jednostki zbrojne odbywają szkolenie w Wielkiej Brytanii, we Francji oraz w Indiach. Stany Zjednoczone szkolą oficerów w zakresie terroryzmu oraz prawa morskiego. | [ 21 ]                                             |
| Mikronezja                                         | Za obronę odpowiadają Stany Zjednoczone. Posiada niewielkie, paramilitarne oddziały policji. | [ 4 ]                                              |
| Nauru                                              | Australia odpowiada za obronę Nauru, w ramach nieformalnego porozumienia pomiędzy obydwoma państwami. | [ 22 ]                                             |
| Palau                                              | Za obronę odpowiadają Stany Zjednoczone, które posiadają na wyspie mały kontyngent marynarki US Navy Seabees, podejmujący się różnych zadań cywilnych. | [ 5 ]                                              |
| Saint Lucia                                        | W celu zapewnienia bezpieczeństwa wewnętrznego siły policyjne – Royal Saint Lucia Police Force – utrzymują niewielkie paramilitarne jednostki specjalne. Za obronę zewnętrzną odpowiada Regionalny System Obronny. | [ 9 ] [ 23 ]                                       |
| Saint Vincent i Grenadyny                          | W celu zachowania bezpieczeństwa wewnętrznego utrzymywane są specjalne paramilitarne jednostki policyjne. Za bezpieczeństwo zewnętrzne odpowiada Regionalny System Obronny. | [ 9 ] [ 24 ]                                       |
| Samoa                                              | Nie posiada stałej armii. W przypadku zagrożenia, na podstawie porozumienia zawartego w 1962, do obrony kraju może zostać wezwana Nowa Zelandia. | [ 25 ]                                             |
| Tuvalu                                             | Nie posiada armii, ale jej siły policyjne obejmują jednostki nadzoru morskiego. | [ 26 ]                                             |
| Watykan                                            | Utrzymywany jest Korpus Żandarmerii jako policja wewnętrzna. Gwardia Szwajcarska służy do obrony Stolicy Apostolskiej, a nie całego Watykanu. Poza tym państwo nie jest połączone żadnymi traktatami obronnymi z Włochami, ponieważ zostałaby wtedy naruszona neutralność Watykanu. Gwardia Palatyńska oraz Gwardia Szlachecka zostały zniesione w 1970.                                                                                                   | [ 27 ] [ 28 ] [ 29 ] [ 30 ]                        |
| Wyspy Marshalla                                    | Za obronę odpowiadają Stany Zjednoczone. | [ 3 ]                                              |
| Wyspy Salomona                                     | W latach 1998–2006 na wyspach miał miejsce konflikt o podłożu etnicznym. W celu przywrócenia pokoju interweniowały wówczas Australia, Nowa Zelandia oraz pozostałe państwa Pacyfiku. Nie posiada stałych sił zbrojnych. | [ 31 ]                                             |

| Państwa bez standardowej armii, ale posiadające ograniczoną liczbę innych oddziałów | Państwa bez standardowej armii, ale posiadające ograniczoną liczbę innych oddziałów | Państwa bez standardowej armii, ale posiadające ograniczoną liczbę innych oddziałów |
| Państwo                                                                             | Komentarz | Źródło                                                                              |
| ----------------------------------------------------------------------------------- | --- | ----------------------------------------------------------------------------------- |
| Islandia                                                                            | Mimo członkostwa w NATO Islandia nie posiada stałej armii. Od 1951 do września 2006 obowiązywała umowa obronna pomiędzy Islandią i Stanami Zjednoczonymi, która zakładała także istnienie amerykańskiej bazy wojskowej na wyspie. Chociaż Islandia nie posiada stałej armii, nadal utrzymuje jeden system obrony powietrza, zmilitaryzowaną straż wybrzeża, policję oraz policję taktyczną. | [ 8 ]                                                                               |
| Monako                                                                              | Wyrzekło się swojego zaangażowania wojskowego w XVII w., kiedy postęp w dziedzinie technologii artyleryjskiej uczynił to państwo bezbronnym w stosunku do innych krajów. W dalszym ciągu określa się mianem państwa posiadającego ograniczone siły zbrojne. Zgodnie z traktatem z 1918 i 2002, to Francja jest zobowiązana do obrony niepodległości, niezależności i integralności terytorialnej Monako, w taki sam sposób, w jaki czyni to w swoim przypadku. Monako utrzymuje dwie niewielkie jednostki wojskowe: Compagnie des Carabiniers du Prince, której głównym zadaniem jest ochrona rodziny książęcej i członków wymiaru sprawiedliwości oraz Corps des Sapeurs-Pompiers, odpowiedzialnego za obronę cywilną oraz służbę strażacką. Obydwie jednostki są przeszkolone i wyposażone w broń. | [ 2 ] [ 32 ] [ 33 ]                                                                 |
| Panama                                                                              | Wojsko zostało zlikwidowane w 1990, co w 1994 zostało potwierdzone poprzez jednomyślne głosowanie parlamentu w sprawie zmiany konstytucji. Panamskie Publiczne Siły Zbrojne składają się z Narodowej Policji oraz Armii, Narodowych Sił Morskich, Narodowej Służby Powietrznej oraz instytucjonalnych służb bezpieczeństwa, mających pewne zdolności bojowe. | [ 34 ] [ 35 ]                                                                       |

## Państwa zdemilitaryzowane
Część z państw, które na przestrzeni lat doświadczyły licznych zamachów stanu, rozwiązały swoje siły zbrojne. Jednakże niektóre obowiązki, które zwyczajowo leżały w kompetencji sił zbrojnych, są teraz wykonywane przez policję lub gwardię narodową. Przykładem takich państw może być Dominika, Panama oraz Grenada. W niektórych przypadkach prowadzi to do faktycznego istnienia sił zbrojnych, pomimo używania innych nazw dla tych jednostek. Część państw, mimo że zdemobilizowało swoje wojska, nie zakazało prawnie ich istnienia. Przykładem jest Haiti, w którym choć zlikwidowano armię, konstytucja nie zakazuje jej funkcjonowania.

## Układy swobodnych zrzeszeń
Niektóre państwa z tej listy w zakresie swojej obronności polegają na Stanach Zjednoczonych. Należą do nich Sfederowane Stany Mikronezji, Republika Wysp Marshalla oraz Republika Palau. Mają one status państw stowarzyszonych, dzięki czemu, oprócz gwarancji bezpieczeństwa, otrzymują także wsparcie w innych dziedzinach.